# アルシュ (単位)
アルシュ（英語: Arş、オスマン語: آرش）は、トルコで古くに使われていた長さの単位。
アルシュは「前腕」を意味し、このため身体尺の一つであるキュビットに対応している。